# Theodore Zeldin

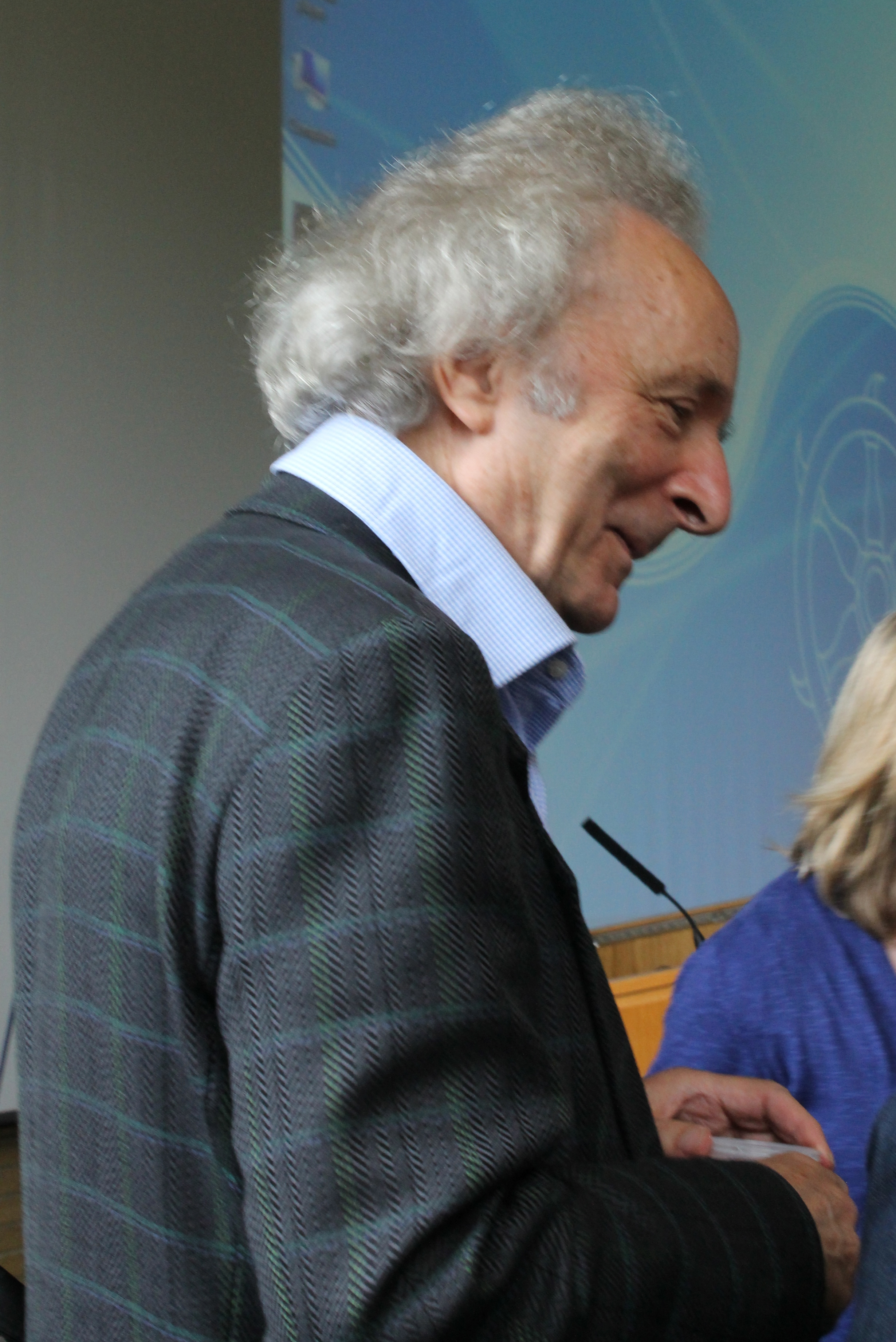
Theodore Zeldin (2012)

Theodore Zeldin (* 22. August 1933 im Mandatsgebiet Palästina) ist ein britischer Historiker, Soziologe und Philosoph, der vor allem durch seine kultursoziologischen Publikationen über Frankreich bekanntgeworden ist.
1974 erhielt er den Wolfson History Prize. 1993 wurde er zum ordentlichen Mitglied der Academia Europaea gewählt und 1995 zum Mitglied (Fellow) der British Academy. Er ist Commander des Order of the British Empire und Commandeur des Ordre des Arts et des Lettres.

## Schriften
- The Political System of Napoleon III, 1958.
- History of French Passions (5 Bände: Ambition and Love; Intellect and Pride; Taste and Corruption; Politics and Anger; Anxiety and Hypocrisy), 1973–1977.
- The French, London, 1983.
- Happiness (Novelle), 1988.
- An Intimate History of Humanity, 1994.
- The Hidden Pleasures of Life: A New Way of Remembering the Past and Imagining the Future, 2015.

Auf Deutsch:
- Gut Leben. Ein Kompass der Lebenskunst, Hoffmann und Campe, 2016